# Lithospermum discolor
Lithospermum discolor är en strävbladig växtart som beskrevs av Carl Friedrich Philipp von Martius och Gal. Lithospermum discolor ingår i släktet stenfrön, och familjen strävbladiga växter. Inga underarter finns listade i Catalogue of Life.